# 28 أكتوبر
- السبت
- الأحد
- الاثنين
- الثلاثاء
- الأربعاء
- الخميس
- الجمعة

- 275 ربيع الآخر 1447  هـ
- 286 ربيع الآخر 1447  هـ
- 297 ربيع الآخر 1447  هـ
- 308 ربيع الآخر 1447  هـ
- 19 ربيع الآخر 1447  هـ
- 210 ربيع الآخر 1447  هـ
- 311 ربيع الآخر 1447  هـ
- 412 ربيع الآخر 1447  هـ
- 513 ربيع الآخر 1447  هـ
- 614 ربيع الآخر 1447  هـ
- 715 ربيع الآخر 1447  هـ
- 816 ربيع الآخر 1447  هـ
- 917 ربيع الآخر 1447  هـ
- 1018 ربيع الآخر 1447  هـ
- 1119 ربيع الآخر 1447  هـ
- 1220 ربيع الآخر 1447  هـ
- 1321 ربيع الآخر 1447  هـ
- 1422 ربيع الآخر 1447  هـ
- 1523 ربيع الآخر 1447  هـ
- 1624 ربيع الآخر 1447  هـ
- 1725 ربيع الآخر 1447  هـ
- 1826 ربيع الآخر 1447  هـ
- 1927 ربيع الآخر 1447  هـ
- 2028 ربيع الآخر 1447  هـ
- 2129 ربيع الآخر 1447  هـ
- 2230 ربيع الآخر 1447  هـ
- 231 جمادى الأولى 1447  هـ
- 242 جمادى الأولى 1447  هـ
- 253 جمادى الأولى 1447  هـ
- 264 جمادى الأولى 1447  هـ
- 275 جمادى الأولى 1447  هـ
- 286 جمادى الأولى 1447  هـ
- 297 جمادى الأولى 1447  هـ
- 308 جمادى الأولى 1447  هـ
- 319 جمادى الأولى 1447  هـ

28 أكتوبر أو 28 تشرين الأوَّل أو يوم 28 \ 10 (اليوم الثامن والعشرين من الشهر العاشر) هو اليوم الأوَّل بعد الثلاثمائة (301) من السنة، أو الثاني بعد الثلاثمائة (302) في السنوات الكبيسة، وفقًا للتقويم الميلادي الغربي (الغريغوري). يبقى بعده 64 يومًا على انتهاء السنة.

## أحداث
- 1886 - تدشين تمثال الحرية بالولايات المتحدة.
- 1924 - سعد زغلول يشكل أول وزارة شعبية في مصر بعد انتخابات فاز فيها مناصروه بمعظم مقاعد البرلمان.
- 1962 -
  - الاتحاد السوفيتي يعلن من خلال إذاعة موسكو إن حكومته قررت فك الصواريخ النووية المنصوبة في كوبا وإعادتها إلى الأراضي السوفيتية.
  - الجزائر تسترجع سيادتها على التلفزيون الوطني.
- 1971 - المملكة المتحدة تطلق القمر الاصطناعي بروسبيرو من ووميرا، استراليا؛ وبذلك أصبحت سادس دولة تتمكن من إطلاق قمر اصطناعي بصفة مستقلة.
- 1973 - بدأ سريان وقف إطلاق النار في فيتنام اعتبارًا من الساعة الثامنة صباحًا بتوقيت سايغون منهيًا الحرب الطويلة فيها.
- 1974 - مؤتمر القمة العربي الثامن المنعقد في الرباط يقرر اعتبار منظمة التحرير الفلسطينية الممثل الشرعي والوحيد للشعب الفلسطيني.
- 1985 - ميخائيل غورباتشوف يتولى منصب السكرتير العام للحزب الشيوعي السوفيتي.
- 1996 - منتخب الكويت لكرة القدم يفوز بكأس الخليج الثالثة عشر المقامة في سلطنة عمان.
- 2006 - العثور على مقبرة جماعية قرب كييف تضم آلاف الجثث لضحايا مجازر إرتكبها البلاشفة عام 1930.
- 2007 - انتخاب كرستينا فيرنانديز رئيسة للأرجنتين خلفًا لزوجها نيستور كيرشنير، وهي بذلك أول امرأة تنتخب لمنصب الرئاسة في الأرجنتين.
- 2017 - صحيفة واشنطن بوست تنشر عدَّة وثائق كشف عنها المركز القومي الأمريكي للأرشيف جاء فيها أنَّ الحكومة الأمريكيَّة حاولت اغتيال الرئيس الكوبي الأسبق فيدل كاسترو عبر وسائل مُتنوعة وأن الرئيس جون كينيدي أحبط إحداها.
- 2018 - انتخاب جايير بولسونارو رئيساً جديداً للبرازيل بعد فوزه بنسبة 55% من الأصوات.

## مواليد
- 1017 - هنري الثالث، إمبراطور روماني مقدس.
- 1466 - دسيدريوس إراسموس، فيلسوف هولندي.
- 1898 - محمد عبد الخالق حسونة، أمين عام جامعة الدول العربية.
- 1909 - عز الدين ذو الفقار، مخرج مصري.
- 1914 -
  - مأمون الشناوي، شاعر غنائي مصري.
  - يوناس سولك، طبيب أمريكي، ومكتشف لقاح شلل الأطفال.
  - ريتشارد سينج، عالم كيمياء بريطاني حاصل على جائزة نوبل في الكيمياء عام 1952.
- 1928 - محمد سيد طنطاوي، شيخ الجامع الأزهر.
- 1930 - سفاتوبلوك بلوسكال، لاعب كرة قدم تشيكوسلوفاكي.
- 1933 - غارينشيا، لاعب كرة قدم برازيلي.
- 1938 - هدى شعراوي، ممثلة سورية.
- 1942 - ليث شبيلات، سياسي أردني.
- 1946 - ويم يانسن، لاعب ومدرب كرة قدم هولندي.
- 1949 - فلاديمير أونيستشينكو، لاعب ومدرب كرة قدم أوكراني.
- 1955 -
  - بيل غيتس، مؤسس شركة مايكروسوفت.
  - إندرا نويي، رئيسة مجلس الإدارة والمديرة التنفيذية لشركة بيبسي.
- 1956 - محمود أحمدي نجاد، رئيس الجمهورية الإسلامية الإيرانية.
- 1959 - توشيو ماسدا، ملحن ياباني.
- 1963 - إروس رامادزوتي، مغني إيطالي.
- 1967 - جوليا روبرتس، ممثلة أمريكية.
- 1972 - جاسم الهويدي، لاعب كرة قدم كويتي.
- 1974 -
  - خواكين فينيكس، ممثل بورتوريكي.
  - ديجان ستيفانوفيتش، لاعب كرة قدم صربي.
  - فيسينتي مورينو، لاعب كرة قدم إسباني.
- 1978 - ألماس الدويك، كاتبة قصص قصيرة وشاعرة وناشطة نسوية لبنانية.
- 1979 - جاود كريم، مبرمج أمريكي وأحد مؤسسي اليوتيوب.
- 1980 - آلان سميث، لاعب كرة قدم إنجليزي.
- 1981 - ميلان باروش، لاعب كرة قدم تشيكي.
- 1984 - أوبافيمي مارتينز، لاعب كرة قدم نيجيري.
- 1986 - أديتي راو حيدري، ممثلة هندية.
- 1990 - يوسف المساكني، لاعب كرة قدم تونسي.

## وفيات
- 1703 - جون واليس، عالم رياضيات إنجليزي.
- 1704 - جون لوك، فيلسوف إنجليزي.
- 1740 - آنا إيفانوفنا، إمبراطورة الإمبراطورية الروسية.
- 1929 - برنارت فون بولوف، مستشار ألمانيا.
- 1973 - طه حسين، أديب وناقد ووزير مصري وملقب «بعميد الأدب العربي».
- 2005 - ريتشارد سمولي، عالم كيمياء أمريكي حاصل على جائزة نوبل في الكيمياء عام 1996.
- 2008 - علي المفيدي، ممثل كويتي.
- 2016 - ملحم بركات، مغني وملحن لبناني.
- 2019 - صفاء السراي، ناشط مدني عراقي.
- 2021 - جميل عواد، ممثل أردني.

## أعياد ومناسبات
- عيد الاستقلال في التشيك.
- ذكرى تأسيس تشيكوسلوفاكيا في سلوفاكيا.

## وصلات خارجية
- وكالة الأنباء القطريَّة: حدث في مثل هذا اليوم.
- النيويورك تايمز: حدث في مثل هذا اليوم.
- BBC: حدث في مثل هذا اليوم.